# File Transfer Protocol

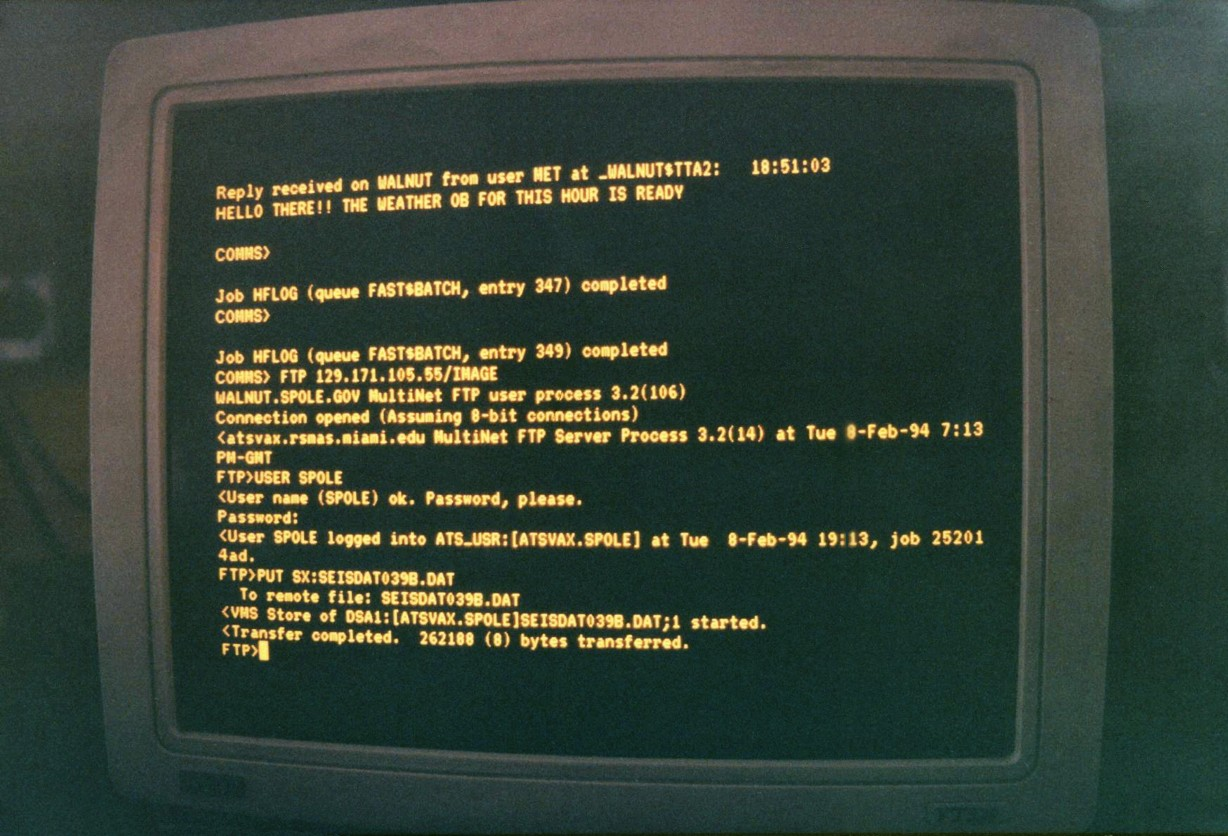
Az első FTP

A File Transfer Protocol, vagy rövid nevén FTP TCP/IP hálózatokon – mint amilyen az internet is – történő állományátvitelre szolgáló szabvány.
Gyakran van szükség arra, hogy valamilyen állományt hálózaton keresztül töltsünk le saját gépünkre, vagy egy állományt mások számára hozzáférhetővé tegyünk. Erre alkalmas az FTP, ami lehetővé teszi a különböző operációs rendszerű gépek között is az információcserét. A világon nagy mennyiségű információforrás áll rendelkezésre, melyek letöltése ilyen módon megvalósítható. A hozzáférési jog alapján kétféle kapcsolattípus létezik:
- letöltés, vagy feltöltés nyilvánosan hozzáférhető állományokból vagy állományokba,
- letöltés, vagy feltöltés olyan gépről, ahol azonosítóval rendelkezünk.

Azt a folyamatot, amikor egy távoli számítógépről fájlt mentünk a saját számítógépünk háttértárára, letöltésnek nevezzük; feltöltésnek nevezzük, ha a folyamat fordított irányban zajlik, és mi töltünk fájlt mások gépére.
Az FTP kapcsolat ügyfél/kiszolgáló alapú, vagyis szükség van egy kiszolgáló- (=szerver) és egy ügyfélprogramra (=kliens). Elterjedt protokoll, a legtöbb modern operációs rendszerhez létezik FTP-szerver és kliens program, sok webböngésző is képes FTP-kliensként működni.
Manapság az FTP kezdi elveszíteni a jelentőségét a peer-to-peer protokollokkal szemben[forrás?], ugyanis bár az FTP protokollt fájlok letöltésére tervezték, a szervert nagyon leterheli, ha nagy méretű fájlt egyszerre sok kliens felé kell kiszolgálnia, ilyen feladatokra a fájlcserélő programok által használt eljárás sokkal alkalmasabb. Elavult tervezése miatt egyre inkább csak szükségmegoldásként használatos. Például nagyon sok apró fájl átvitele közben rendkívül gyenge hatékonysággal működik.

## Biztonság
Az FTP protokoll nem támogat titkosított autentikációt (felhasználó-azonosítást), így nem megbízható hálózaton való használata veszélyes lehet. Ezt küszöböli ki SSL/TLS protokollokkal az FTPS.